# جیلین ولچ
جیلین ولچ (انگلیسی: Gillian Welch؛ زادهٔ ۲ اکتبر ۱۹۶۷) یک موسیقی‌دان اهل ایالات متحده آمریکا است.